# Fortuna (Kalifornia)
Fortuna – miasto w Stanach Zjednoczonych, w stanie Kalifornia, w hrabstwie Humboldt. Według spisu ludności przeprowadzonego przez United States Census Bureau w roku 2010, w Fortuna mieszka 11 926 mieszkańców.